# Barbara Buchan
Barbara Buchan (ur. 4 września 1956) – amerykańska niepełnosprawna kolarka. Dwukrotna mistrzyni paraolimpijska z Pekinu w 2008 roku.

## Medale Igrzysk Paraolimpijskich

### 2008
- - Kolarstwo - trial na czas - LC 3–4/CP 3
- - Kolarstwo - bieg pościgowy indywidualnie - LC 3–4/CP 3